# Rudolf Lindau (Politiker)

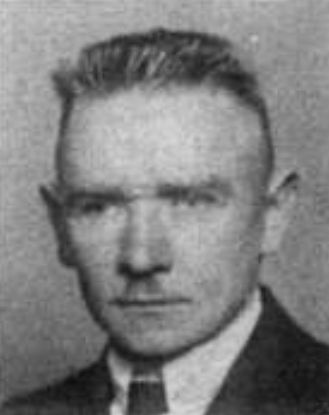
Rudolf Lindau (um 1924)

Paul Rudolf Lindau (Pseudonym Rudolf Graetz;* 28. März 1888 in Riddagshausen; † 18. Oktober 1977 in Berlin) war ein deutscher Politiker und Historiker. Nachdem er vor dem Ersten Weltkrieg der sozialdemokratischen Jugendbewegung in Hamburg angehört hatte, gehörte er nach der Novemberrevolution zu den treibenden Kräften der Hamburger KPD. Innerhalb der KPD war er der Mitte, der sogenannten „Mittelgruppe“, zuzuordnen. Er war vor allem in der Presse- und Agitproparbeit tätig. 1934 emigrierte er in die Sowjetunion, wo er an der Internationalen Lenin-Schule arbeitete und während des Zweiten Weltkriegs an Antifaschulen in Kriegsgefangenenlagern unterrichtete. In der Deutschen Demokratischen Republik leitete Lindau ab 1947 die neu gegründete Parteihochschule „Karl Marx“. Im Zusammenhang mit der Flucht Wolfgang Leonhards wurde Lindau im September 1950 abgelöst und hauptamtlicher Mitarbeiter des „Marx-Engels-Lenin-Instituts“ beim ZK der SED.  Er trug zur Etablierung einer marxistisch-leninistischen Geschichtsschreibung bei, eckte aber mit seinem Bestreben, das sozialistische Element in der Novemberrevolution zu betonen, bei der SED an.

## Leben

### Bis zum Ersten Weltkrieg
Rudolf Lindau wurde als Sohn eines Sattlers und Tapezierers in Riddagshausen bei Braunschweig geboren. Die Familie war arm. Lindau besuchte die Volksschule in Braunschweig und Hildesheim. Er arbeitete in verschiedenen Berufen, bis er 1907 in Hamburg bei Blohm & Voß Beschäftigung fand.   Als Transportarbeiter schloss er sich 1904 der Gewerkschaft an und wurde 1907 Mitglied der SPD. Er war in der Jugendbewegung der Partei aktiv und wurde 1910 als Sekretär von Heinrich Laufenberg hauptamtlicher Angestellter der SPD. Als Autodidakt unterstützte er Laufenberg bei der Abfassung einer Geschichte der Arbeiterbewegung in Hamburg, Altona und Umgegend und war ab 1911 beim sozialdemokratischen Hamburger Echo als Berichterstatter für Streik- und Gewerkschaftsfragen tätig.
Lindau gehörte zum linken Parteiflügel, leistete im Ersten Weltkrieg systematische Antikriegsarbeit in der Jugendbewegung und beteiligte sich 1916 an der Gründung der Freien Jugendorganisation von Hamburg-Altona. Als Vertreter Hamburgs nahm er an der Reichskonferenz der Gruppe „Internationale“ am 1. Januar 1916 in Berlin teil. Gemeinsam mit dem Bremer Vertreter Johann Knief forderte er dort die sofortige Gründung einer eigenen linksradikalen Partei. Damit war er auch in der Hamburger SPD in der Opposition. Am 1. September 1916 wurde er zum Kriegsdienst eingezogen und war bis Kriegsende als Armierungssoldat an der Westfront eingesetzt. Seine erste Frau Auguste hielt währenddessen die Verbindung zur Zentrale des Spartakusbundes in Berlin. Als er Mitte November 1918 nach Hamburg zurückkehrte, übernahm Lindau die Pressestelle des Hamburger Arbeiter- und Soldatenrates unter Laufenberg.

### Funktionär der KPD
Im Frühjahr 1919 war Lindau Sekretär der Hamburger Ortsgruppe der KPD, die als „ultralinks“ eingeschätzt wird. Ab Mai 1919 wirkte er als einziger Redakteur der neuen Zeitung Kommunistische Arbeiterzeitung, in der er sich gegen die nationalbolschewistische Richtung Laufenbergs wandte. Als sich die Hamburger KPD Ende Februar 1920 spaltete, verblieben lediglich 300 von den 3000 Mitgliedern unter Lindaus Führung bei der KPD. Lindau wurde Sekretär und Wanderredner, schließlich Redakteur der Hamburger Volkszeitung. Auf dem VIII. Parteitag der KPD in Leipzig 1923 wurde er mit den meisten Stimmen aller Kandidaten in die Zentrale gewählt und verließ Hamburg, um von Mai 1923 bis April 1924 beim Organisationsbüro der KPD zu arbeiten, dem seinerzeit auch Wilhelm Pieck, Walter Ulbricht, Georg Schumann und Ottomar Geschke angehörten. Er gründete das Funktionärsorgan Der Parteiarbeiter, war leitender Redakteur von KPD-Presseorganen wie der Kommunistischen Arbeiterzeitung, der Kommunistischen Pressekorrespondenz und der Bergischen Arbeiterstimme und erarbeitete unter dem Pseudonym Hohmann im Dezember 1923 die „Richtlinien zur Reorganisation der Partei“. Lindau setzte sich für die „Bolschewisierung“ der Partei und die Umstellung der Parteiarbeit auf Betriebszellen ein.  Damit erwies er sich als Anhänger der „Mittelgruppe“ der KPD.
Von 1921 bis 1924 und 1927/1928 gehörte Lindau der Hamburgischen Bürgerschaft an. Im Mai 1924 erhielt er nach Wilhelm Deisens vom Parteivorstand erzwungenem Mandatsverzicht dessen Mandat im Reichstag. Noch vor der Eröffnung des Reichstags wurde Lindau im Mai 1924 als Mitglied der Zentrale von 1923 und Beteiligung am Hamburger Aufstand verhaftet. Bis Ende 1925 saß er in Untersuchungshaft in Moabit und schrieb unter dem Pseudonym Karl Walther für Die Internationale. Dem Umbau des KPD-Apparates durch die neue Parteiführung unter Ernst Thälmann war er damit entgangen. Da er in der Partei hohes Ansehen genoss, sollte er als politischer Leiter des Bezirks Wasserkante wirken, wurde aber, da er gegen Korruption und Misswirtschaft in der Hamburger Parteiorganisation auftrat, im Februar 1927 auf Betreiben Thälmanns von dieser Funktion entbunden und durch John Wittorf ersetzt. Zurück in Berlin arbeitete Lindau in der Agit.prop.Abteilung des ZK im Ressort Presse. 1930 wurde er Chefredakteur  des Kämpfer in Chemnitz, ab 1932 bis 1933 des Illustrierten Volksechos für Sachsen, Leipzig und Dresden.
Nach der Machtübernahme Hitlers gehörte Lindau zunächst der illegalen Bezirksleitung Ostsachsen in Dresden an. Unter dem Decknamen „Toni“ leitete er den Agit.prop.Bereich und gab die illegale Arbeiterstimme heraus. Sein Sohn (der ebenfalls Rudolf Lindau hieß) wurde von einem NS-Gericht wegen angeblicher Beteiligung am Altonaer Blutsonntag zum Tode verurteilt und am 10. Januar 1934 hingerichtet. Lindau emigrierte 1934 über die Tschechoslowakei in die Sowjetunion, forschte dort unter dem Pseudonym Rudolf Graetz weiter zu historischen Themen. Er gehört zu den 18 von 68 KPD-Funktionären, welche die Stalinschen Säuberungen überstanden. Er arbeitete am deutschen Sektor der Lenin-Schule, war Lehrer an Parteischulen und gehörte einer im Dezember 1935 einberufenen „Kommission für Parteigeschichte“ an. Im Oktober 1941 wurde er in eine Kolchose in Ufa evakuiert, aber Anfang 1942 nach Moskau zurückbeordert. Ab April 1942 unterrichtete er an  Antifa-Schulen für deutsche Kriegsgefangene. Er gehörte zu den Unterzeichnern des „Aufruf an das deutsche Volk“ vom 25. Januar 1942 und des Nachrufs auf Thälmann am 17. September 1944. Auch wurde er in die „Arbeitskommission“ des ZK der KPD ab März 1944 berufen und arbeitete im Nationalkomitee Freies Deutschland (NKFD).

### In der DDR

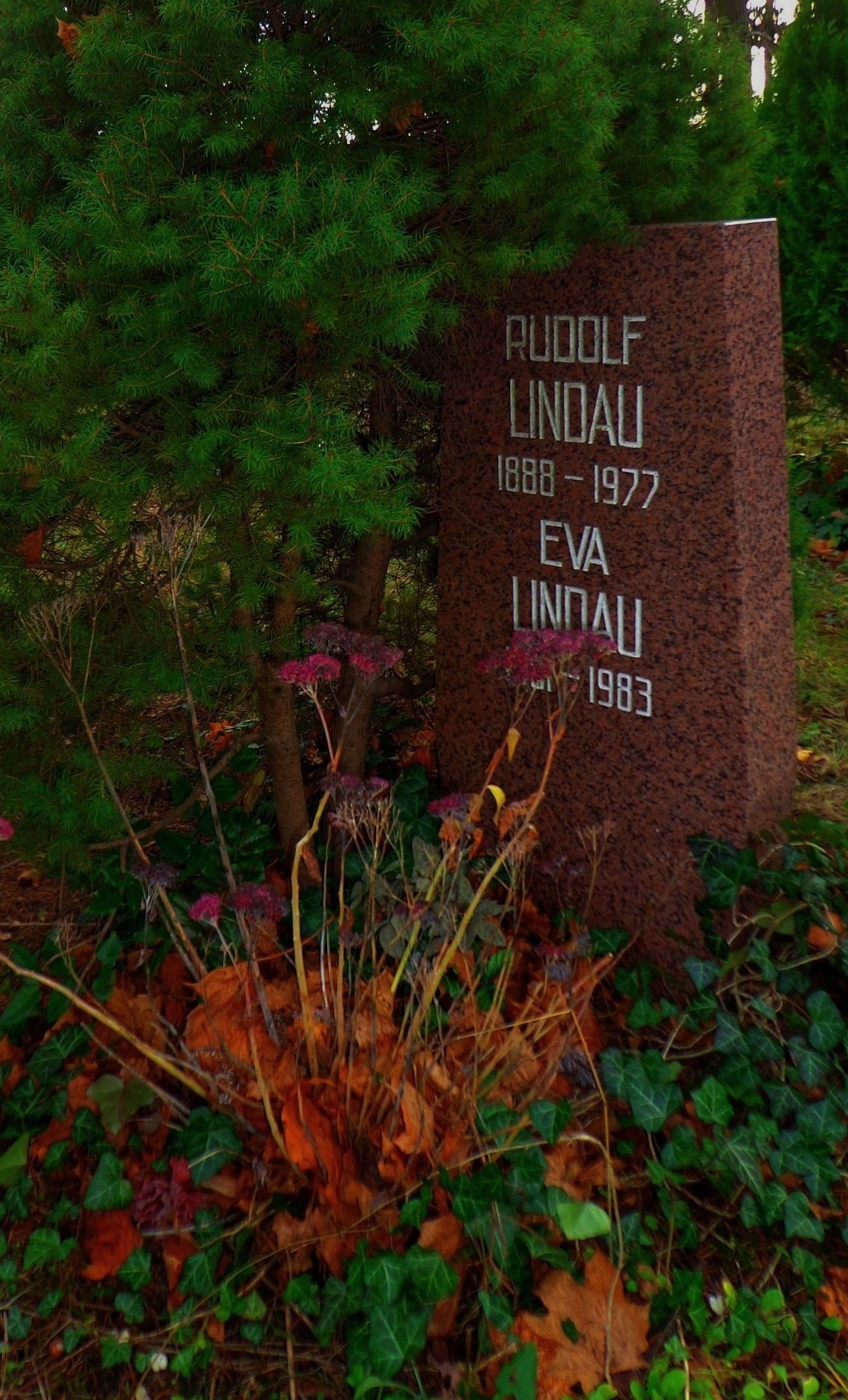
Grabstätte

Im August/September 1945 kehrte Lindau nach Deutschland zurück und wurde Mitarbeiter der Agit.prop.Abteilung. Er wurde 1946 Mitglied der SED und war von 1947 bis 1950 zunächst mit Paul Lenzner paritätischer, dann ab Januar 1949 alleiniger Direktor der Parteihochschule Karl Marx. Seine Broschüre Probleme der Geschichte der deutschen Arbeiterbewegung war ein Grundlagentext historisch-theoretischer Parteiarbeit. Am 12. September 1950 setzte das Politbüro der SED Hanna Wolf als Direktorin der Parteihochschule ein und Rudolf Lindau wurde wissenschaftlicher Mitarbeiter des Instituts für Marxismus-Leninismus (IML) beim ZK der SED mit dem Auftrag, eine Biographie Ernst Thälmanns zu erarbeiten. 1953 wurde er von dieser Aufgabe entbunden und veröffentlichte 1956 noch die Broschüre Ernst Thälmann – Leben und Kampf. Stattdessen wurde er Professor an der Hochschule für Planökonomie in Berlin-Karlshorst, zugleich Lektor und Konsultant der Abteilung Propaganda des ZK der SED und Mitglied des Wissenschaftlichen Rates des Museums für Deutsche Geschichte Berlin. Als Historiker befasste er sich vor allem mit der Geschichte der deutschen Linken vor dem Ersten Weltkrieg sowie der KPD. 
Der Vaterländische Verdienstorden wurde Lindau am 6. Mai 1955 in Silber und am 5. März 1973 in Gold verliehen. Seine Urne wurde in der Grabanlage Pergolenweg des Berliner Zentralfriedhofs Friedrichsfelde beigesetzt.

## Werk
Lindau trug nach dem Urteil Jürgen Schröders maßgeblich zur Etablierung der marxistisch-leninistischen Geschichtswissenschaft in der DDR während der fünfziger und sechziger Jahre bei. Seine Geschichtsdarstellung sei dogmatisch verzerrt gewesen und habe Merkmale stalinistischer Historiographie getragen, Gleichwohl hätten sich seine Beiträge von der zunehmend tristen, schon völlig ausgerichteten Parteigeschichtsschreibung jener Jahre abgehoben. Für seine geplante Thälmann-Biographie hatte Lindau auf der Sammlung exakten Materials beharrt. Seine Aktivitäten, bei denen er das sozialistische Element der Novemberrevolution betonte und die Existenz eines linken Flügels in der KPD während der Jahre 1919 bis 1923 berücksichtigt sehen wollte, wurden zunehmend mit Argwohn betrachtet. 1961/62 geriet er mit Hanna Wolf aneinander. Während Lindau die Ablehnung des wissenschaftlichen Meinungsstreites kritisierte, wurde im Institut für Marxismus-Leninismus Druck auf ihn ausgeübt und ein Parteiverfahren eingeleitet. Sein Buch Revolutionäre Kämpfe 1918/19 von 1958 wurde von Heinz Wohlgemuth auf Anforderung kritisiert. Lindau wurde vorgeworfen, die Rolle der Linksradikalen gegenüber der Spartakusgruppe überzubewerten und damit die Einschätzung Lenins infrage zu stellen. Der als starrköpfig geltende Lindau weigerte sich, anders als andere angegriffene Historiker, Selbstkritik zu üben und den offiziellen Standpunkt zu vertreten. Er wurde nicht für das Autorenkollektiv der Geschichte der deutschen Arbeiterbewegung (1966) berücksichtigt. Erst mit dem Amtsantritt Erich Honeckers machte sich Lindau wieder Hoffnungen, zumal sein Schwager Horst Sindermann hohe Ämter einnahm.
Lindau hat zusammen mit einer kleinen Gruppe Gleichgesinnter die Ausrichtung der historischen Seminare und Institute in der DDR nach den Vorgaben der SED vorangetrieben. Die „Zunft“ der DDR-Historiker stand dabei zunächst keineswegs in der marxistischen Tradition. Nach Angaben von Lothar Mertens habe Lindau – ähnlich wie Horst Bartel, Walter Bartel, Karl Bittel und Albert Schreiner – jedoch die nötige fachwissenschaftliche Kompetenz gefehlt, sodass er mit den genannten anderen sogar parteiintern als reiner Propagandist angesehen worden sei. Jürgen Schröder sieht in ihm einen Dogmatiker, der sich Rudimente eines radikal-sozialistischen Selbstverständnisses bewahrt habe und seinen Nimbus als Parteiveteran geschickt zu nutzen verstand.